# 中畑光貴
中畑 光貴（旧：川本 光貴）（なかはた こうき、2003年3月22日 - ）は、日本の俳優。福岡県飯塚市出身。コンテンツ・スリー所属。

## 略歴
2018年、第31回『ジュノン・スーパーボーイ・コンテスト』に応募し審査員特別賞を受賞。
2020年、12月24日からIMPホールにて上演開始されたミュージカル『DREAM!ing』で俳優デビュー。
2023年、1月期TBS系日曜劇場『Get Ready!』にレギュラー出演し、テレビドラマ初出演。同年7月期日本テレビ系土曜ドラマ『最高の教師 1年後、私は生徒に■された』にも出演。

## 人物
- 趣味は、ギター、ハーモニカ[1]。
- 特技は、ハイドロディップ[1]。

## 出演

### テレビドラマ
- Get Ready!（2023年1月8日 - 3月12日、TBS） - 久豆番 役[4]
- ホスト相続しちゃいました（2023年4月18日 - 7月4日、関西テレビ・フジテレビ） - 小田切翔 役
- 最高の教師 1年後、私は生徒に■された（2023年7月15日 - 9月23日、日本テレビ） - 目白直紀 役[5][6]
- いちばんすきな花（2023年10月12日 - 12月21日、フジテレビ） - 松井隼人 役

### 舞台
- DREAM!ing  - ビアンキ 由仁 役
  - ミュージカル「DREAM!ing」（2020年12月24日 - 27日、IMPホール / 2021年1月8日 - 17日、大手町三井ホール）[3]
  - ミュージカル「DREAM!ing～Rainy Days～」（2022年7月8日 - 18日、品川プリンスホテル ステラボール）
  - ミュージカル「DREAM!ing〜After Party〜」（2025年8月9日、ニッショーホール）[7]
- ミュージカル『新テニスの王子様』 - 丸井ブン太 役
  - The Second Stage（2022年1月28日 - 2月6日、KAAT神奈川芸術劇場 ホール / 2月11日 - 20日、TOKYO DOME CITY HALL / 2月25日 - 27日、メルパルク大阪 ホール）
  - Revolution Live 2022（2022年10月6日 - 10日、幕張メッセ 幕張イベントホール）[8]
- アニドルカラーズ キュアステージ -Jump to the Future-（2022年5月27日 - 31日、オルタナティブシアター）- 万智綾太 役[9]
- 演劇ユニット【爆走おとな小学生】第十四回課外授業 朗読劇『なななななな』（2022年7月27日 - 30日、シアターサンモール）- 拓哉 役
- Allen suwaruプロデュース公演「いい人間の教科書。」（2024年7月6日 - 14日、すみだパークシアター倉）[10]
- 鈴木茉美のアトリエ 舞台「風が吹かない、コンクリートの上で立ち尽くす」（2024年10月10日 - 13日、シアター風姿花伝）

### 映画
- なれたら（2022年8月27日）- 対馬 日向生 役

### 配信ドラマ
- 拝啓、大人になる貴方へ（2023年9月23日・30日、Hulu） - 目白直紀 役[11]